# Selección femenina de rugby de Inglaterra
La selección femenina de rugby de Inglaterra también conocida como Red Roses es el equipo nacional que representa la Rugby Football Union for Women (RFUW), actualmente la sección femenina de la Rugby Football Union.

## Síntesis
Inglaterra es una de las mejores selecciones nacionales femeninas, cuenta de ello es el hecho de que habitualmente se halla en las primeras posiciones del ranking mundial y de que ha obtenido al menos una copa de cada torneo que participa. El más importante es la Copa Mundial en la cual la obtuvo en dos oportunidades y siempre ha finalizado en las tres primeras posiciones.
Entre los torneos europeos, disputa la versión femenina del 6 Naciones y en la que lleva ganado 20 veces. Además ha disputado torneos internacionales como Churchill Cup, Canada Cup y Nations Cup en que ha enfrentado mayoritariamente a canadienses y estadounidenses.

## Palmarés
- Copa Mundial (2): 1994, 2014[5]

- Seis Naciones (21): 1996, 1997, 1999, 2000, 2001, 2003, 2006, 2007, 2008, 2009, 2010, 2011, 2012, 2017, 2019, 2020, 2021, 2022, 2023, 2024, 2025

- WXV 1 (2): 2023, 2024

- European Championship (5): 1997, 2007, 2008, 2011, 2012

- Nations Cup (3): 2008, 2009, 2011

- Canada Cup (1): 1993

- Churchill Cup (1): 2003

- Super Series (1): 2017

## Participación en copas
| - Gales 1991: 2º puesto - Escocia 1994: Campeón - Países Bajos 1998: 3º puesto - España 2002: 2º puesto - Canadá 2006: 2º puesto - Inglaterra 2010: 2º puesto - Francia 2014: Campeón - Irlanda 2017: 2º puesto - Nueva Zelanda 2021: 2º puesto - Inglaterra 2025: clasificado (anfitrión) - WXV 1 2023: Campeón - WXV 1 2024: Campeón - European Championship 1997: Campeón - European Championship 1999: 4º puesto - European Championship 2000: 3º puesto - European Championship 2001: 3º puesto - European Championship 2004: 2º puesto - European Championship 2007: Campeón - European Championship 2008: Campeón - European Championship 2011: Campeón - European Championship 2012: Campeón - Nations Cup 2008: Campeón invicto - Nations Cup 2009: Campeón invicto - Nations Cup 2011: Campeón invicto - Nations Cup 2013: 2º puesto - Super Series 2015: 2º puesto - Super Series 2016: 2º puesto - Super Series 2017: Campeón invicto - Super Series 2019: 2º puesto | - Home Nations 1996: Campeón - Home Nations 1997: Campeón - Home Nations 1998: 2º puesto - Cinco Naciones 1999: Campeón - Cinco Naciones 2000: Campeón - Cinco Naciones 2001: Campeón - Seis Naciones 2002: 2º puesto - Seis Naciones 2003: Campeón - Seis Naciones 2004: 2º puesto - Seis Naciones 2005: 2º puesto - Seis Naciones 2006: Campeón - Seis Naciones 2007: Campeón - Seis Naciones 2008: Campeón - Seis Naciones 2009: Campeón - Seis Naciones 2010: Campeón - Seis Naciones 2011: Campeón - Seis Naciones 2012: Campeón - Seis Naciones 2013: 3º puesto - Seis Naciones 2014: 2º puesto - Seis Naciones 2015: 4º puesto - Seis Naciones 2016: 2º puesto - Seis Naciones 2017: Campeón - Seis Naciones 2018: 2º puesto - Seis Naciones 2019: Campeón invicto - Seis Naciones 2020: Campeón invicto - Seis Naciones 2021: Campeón invicto - Seis Naciones 2022: Campeón invicto - Seis Naciones 2023: Campeón invicto - Seis Naciones 2024: Campeón invicto - Seis Naciones 2025: Campeón invicto - Canada Cup 1993: Campeón invicto - Canada Cup 2000: 2º puesto - Churchill Cup 2003: Campeón invicto - Churchill Cup 2004: 2º puesto |